# Polystira macra
Polystira macra é uma espécie de gastrópode do gênero Polystira, pertencente a família Turridae.